# Granberg Interior AB
Granberg Interior AB, Granbergs är en svensk leverantör av bostadsanpassning och handikappanpassade kök och badrum.  Företaget har funnits sedan 1870 och drivs idag av femte generationen Granbergare. Företaget var från början en snickerifabrik men omformades på 1970 till ett renodlat företag för bostadsanpassning för handikappade.